# Alessandro Bentivoglio
Pour les articles homonymes, voir Bentivoglio (homonymie).
Alessandro Bentivoglio (Bologne, 1474-Milan, 1532) est un noble italien  de l'aristocratie bolonaise de la fin du  XVe et du début du  XVIe siècle.

## Biographie
Alessandro Bentivoglio est le fils de Giovanni II Bentivoglio et de Ginevra Sforza, fille d'Alessandro Sforza seigneur de Pesaro.
En 1483 il est adoubé chevalier par le duc de Calabre Alphonse d'Aragon.
En juin 1492 il épouse à Milan  Ippolita Sforza (it) (1481-1520) qui lui apporte en dot  la seigneurie de Casteggio. Ippolita est la fille de Carlo Sforza, comte de Magenta, fils illégitime de Galéas Marie Sforza, duc de Milan et de Lucrèce Landriani.
Le couple a eu six enfants :
- Sforza ;
- Giovanni, mort encore enfant ;
- Ginevra (1503-1541), épouse de Giovanni II del Carretto ;
- Alessandra (1504-?), abbesse ;
- Violante (1505-1550), épouse de Giovanni Paolo I Sforza ;
- Ippolita, (1518-?), nonne.

Avec son père et ses frères Annibale et Ermes, eux aussi  condottieri, il participe à divers épisodes guerriers.
En 1498 il est nommé avec ses frères « Palatin de l'Empereur ».
Il fait édifier le palais Bentivoglio Pepoli dans la campagne de Rigosa a Zola qui devient un centre culturel et mondain.
En 1506 il est contraint de fuir de Bologne, sur ordre du pape Jules II et se réfugie à Fidenza puis dans d'autres villes. Jules II, préoccupé par la réaction de ses frères, avait mis sa tête à prix car ceux-ci cherchaient à récupérer la ville de Bologne. 
La tentative réussit finalement en 1511, grâce à l'aide des Français et Annibale se proclame seigneur de Bologne.
L'année suivante les Français se retirant, les Bolonais se rebellent et chassent de nouveau les Bentivoglio. Alessandro et ses frères quittent leur ville natale mais gardent leurs biens disséminés sur le territoire de la seigneurie. 
Alessandro conserve les châteaux de Covo et Antegnate et passe au service des Sforza comme conseiller ducal. 
Il reste à Milan lors du passage sous contrôle espagnol du duché de Milan en 1525 et est nommé gouverneur de la ville avec Gian Francesco Visconti. 
Alessandro Bentivoglio est mort à Milan en 1532 et est inhumé dans l'église San Maurizio près du Monastero Maggiore.
Il est représenté debout en berger couronné de laurier sur le retable de Francesco Francia, ainsi qu'avec les autres membres de sa famille sur le retable de Lorenzo Costa